# 劉國黻
劉國黻（1653年—1700年），字禹美，號後齋，江蘇寶應人。清朝政治人物。

## 生平
先祖是南宋承务郎刘炎。劉士壯之子。生年为顺治十年（1653年），康熙二十一年（1682年）中二甲二十七名进士，改庶吉士，授户科给事中，康熙二十四年（1685年）建言民間田畝有大有小，土地肥瘠不一，分上中下等級，請具載《簡明賦役全書》，並且明示於天下。又歷督捕理事官，任內議論《逃人法》之弊端，牽連過大，有州縣將逃人的案件当作牟利的买卖，後來朝廷將督捕理事官併入兵部。官至鸿胪寺卿。康熙二十六年任广西乡试主考。康熙三十九年（1700年），以疾卒於官，年四十八。有子劉師恕。

## 著作
著有《碧梧翠竹诗钞》。